# Лісна Колона
Лісна́ Колона́ —  село в Україні, у Коростенському районі Житомирської області. Населення становить 169 осіб. Входить до складу Малинської міської громади.
Село засноване в 1920 роки німцями.

## Населення

### Мова
Розподіл населення за рідною мовою за даними перепису 2001 року:
| Мова       | Кількість | Відсоток |
| ---------- | --------- | -------- |
| українська | 160       | 94.67%   |
| російська  | 9         | 5.33%    |
| Усього     | 169       | 100%     |